# Claremore
La ville de Claremore est le siège du comté de Rogers, dans l’État de l’Oklahoma, aux États-Unis. Sa population s’élevait à 18 581 habitants lors du recensement de 2010, estimée à 19 069 habitants en 2016.

## Source
- (en) Cet article est partiellement ou en totalité issu de l’article de Wikipédia en anglais intitulé « Claremore, Oklahoma » (voir la liste des auteurs).